# Tunnel Berghofen

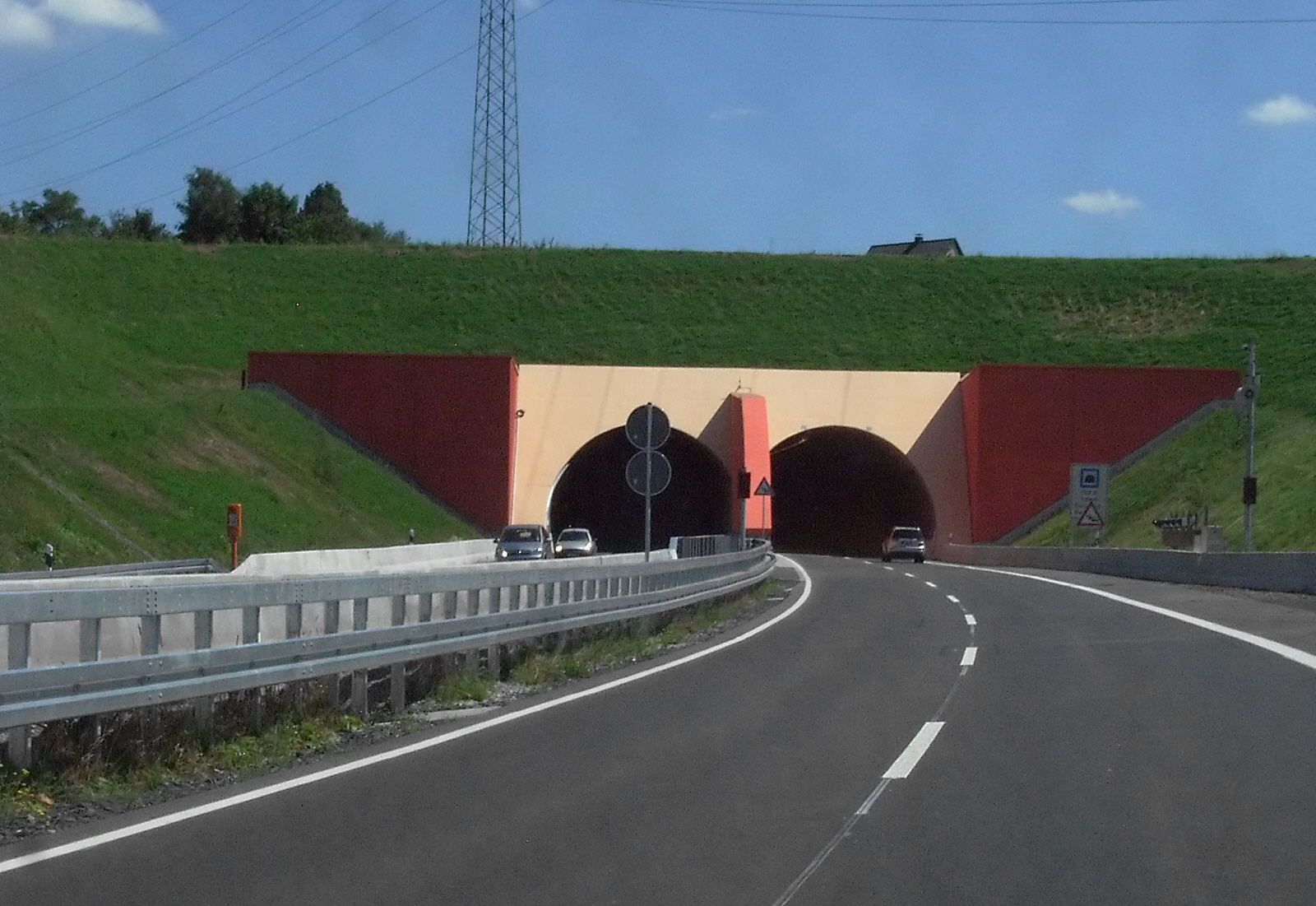
Nordwestportal

Der Tunnel Berghofen ist ein Tunnelbauwerk in Dortmund, das nach sechsjähriger Bauzeit am 14. Juli 2008 für den Verkehr freigegeben wurde.
Mit einer Länge von 1310 m dient er der Verlängerung der Bundesstraße 236 in Richtung Schwerte und zum Anschluss des Verkehrs an die Bundesautobahn 1. Ziel ist eine Reduktion des Durchgangsverkehrs durch den Dortmunder Stadtteil Berghofen.
Er bietet für rund 40.000 Fahrzeuge täglich eine leistungsfähige Verbindung von A 1 und B 1 zur A 2 durch das östliche Dortmunder Stadtgebiet.
Die Röhren wurden sowohl in bergmännischer (671 m) als auch in offener Bauweise mit nachträglicher Abdeckung errichtet. Nach den neuesten Richtlinien der Tunnelsicherheit gebaut, sorgen umfangreiche Messeinrichtungen für eine angepasste Steuerung der 16 Lüfter, 10 Querverbindungen zwischen den beiden Tunnelröhren ermöglichen im Notfall eine schnelle Flucht, zwei Querverbindungen sind zudem groß genug für Rettungsfahrzeuge. Schilder und Brandnotleuchten helfen im Notfall den Autofahrern, schnell über die Fluchtwege den Tunnel verlassen zu können. Zudem wurden im Tunnel 46 teilweise schwenkbare Kameras verbaut die, wie die Betriebstechnik auch, Tag und Nacht von der Tunnelleitzentrale der Landesverkehrszentrale NRW überwacht werden. Im Abstand von 160 Metern gibt es Notrufkabinen und Entnahmestellen für Löschwasser. Die Landesverkehrszentrale NRW gehört zum Landesbetrieb Straßenbau NRW (Straßen.NRW).

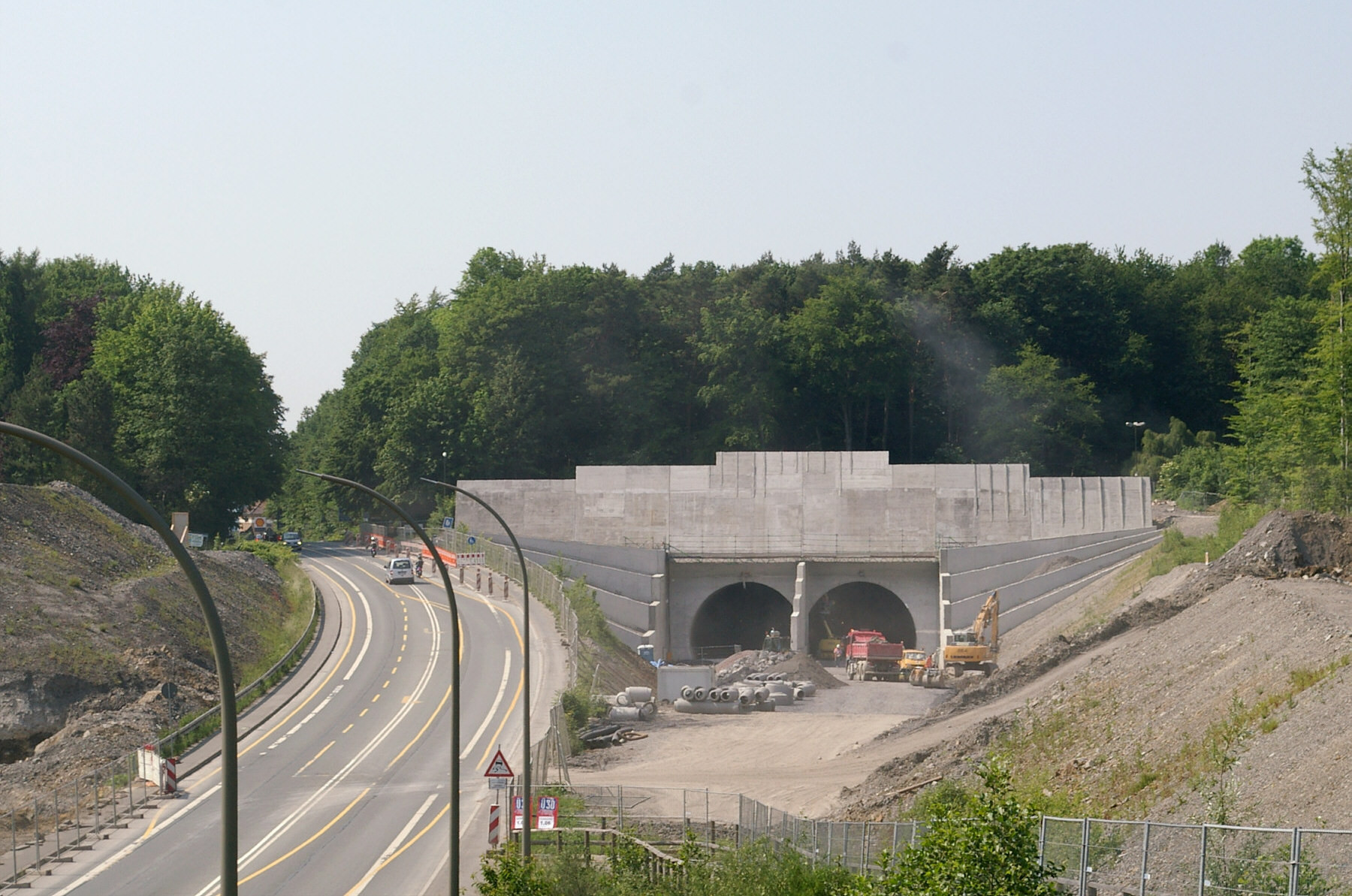
Baustelle am Südostportal Mai 2007

Blick in die westliche Tunnelröhre beim Tunnelfest am 13. Juli 2008

Namenspatronin des Tunnels und Tunnelpatin ist die Dortmunder Bundestagsabgeordnete Ulla Burchardt. Im Volksmund und in der Lokalpresse kursiert daher auch die Bezeichnung „Ulla-Tunnel“.
Die Eröffnung des Bauwerkes wurde am 12. und 13. Juli 2008 mit einem Fest am Nordwestportal des Tunnels begangen, zu dem u. a. Bundesverkehrsminister Wolfgang Tiefensee, Landesverkehrsminister Oliver Wittke sowie die Tunnelpatin als Gäste erschienen.
Die Kosten für den Tunnel lagen bei 63 Millionen Euro.